# Albion (Kalifornia)
Albion – jednostka osadnicza w Stanach Zjednoczonych, w stanie Kalifornia, w hrabstwie Mendocino, nad Oceanem Spokojnym.